# Episodi di F.B.I. (quinta stagione)
La quinta stagione della serie televisiva F.B.I. è andata in onda negli Stati Uniti dal 14 settembre 1969 all'8 marzo 1970 sulla ABC.
| nº | Titolo originale         | Titolo italiano | Prima TV USA      | Prima TV Italia |
| -- | ------------------------ | --------------- | ----------------- | --------------- |
| 1  | Target of Interest       |                 | 14 settembre 1969 |                 |
| 2  | Nightmare Road           |                 | 21 settembre 1969 |                 |
| 3  | The Swindler             |                 | 28 settembre 1969 |                 |
| 4  | Boomerang                |                 | 5 ottobre 1969    |                 |
| 5  | Silent Partners          |                 | 12 ottobre 1969   |                 |
| 6  | Gamble With Death        |                 | 19 ottobre 1969   |                 |
| 7  | Flight                   |                 | 26 ottobre 1969   |                 |
| 8  | The Challenge            |                 | 2 novembre 1969   |                 |
| 9  | Blood Tie                |                 | 9 novembre 1969   |                 |
| 10 | The Sanctuary            |                 | 16 novembre 1969  |                 |
| 11 | Scapegoat                |                 | 23 novembre 1969  |                 |
| 12 | The Inside Man           |                 | 30 novembre 1969  |                 |
| 13 | The Prey                 |                 | 7 dicembre 1969   |                 |
| 14 | Journey Into Night       |                 | 14 dicembre 1969  |                 |
| 15 | The Doll Courier         |                 | 21 dicembre 1969  |                 |
| 16 | Tug-of-War               |                 | 28 dicembre 1969  |                 |
| 17 | Fatal Impostor           |                 | 4 gennaio 1970    |                 |
| 18 | Conspiracy of Corruption |                 | 11 gennaio 1970   |                 |
| 19 | The Diamond Millstone    |                 | 18 gennaio 1970   |                 |
| 20 | Deadly Reunion           |                 | 25 gennaio 1970   |                 |
| 21 | Pressure Point           |                 | 1º febbraio 1970  |                 |
| 22 | Summer Terror            |                 | 8 febbraio 1970   |                 |
| 23 | Return to Power          |                 | 15 febbraio 1970  |                 |
| 24 | The Dealer               |                 | 22 febbraio 1970  |                 |
| 25 | Deadfall                 |                 | 1º marzo 1970     |                 |
| 26 | The Quest                |                 | 8 marzo 1970      |                 |

## Target of Interest
- Diretto da: William Hale
- Scritto da: Warren Duff

### Trama
- Guest star: Diane Baker (Anne Fraser), Dale Morse (segretario/a), Melissa Murphy (Sandra Davis), Eduard Franz (Rudolph Klar), Lawrence Montaigne (Eugene Moody), Lew Brown (S.A.C. Allen Bennett), Frank Baxter (S.A.C. Benton), Ed Deemer (Chauffeur), Linden Chiles (Michael Well), Stewart Moss (Robert Vincent), Curt Lowens (Gustaaf Van Ritter), Tod Andrews (Ed Franklin), Pat O'Hara (Mr. Addison), Victoria Paige Meyerink (Claudia Addison)

## Nightmare Road
- Diretto da: Harvey Hart
- Scritto da: Mark Rodgers

### Trama
- Guest star: Ray Kellogg (poliziotto), Warren Parker (dottor Haller), Ron Brown (Surveillance Agent), Midge Ware (sportellista della banca), Roy Engel (Eldon Hunter), Ron Doyle (S.R.A. Harmon), Phil Dean (S.A.C. Jansen), Fred Holliday (S.A.C. Clark), Robert Duvall (Gerald Wilson), Burr deBenning (Jack Collins), Ellen Weston (Barbara Mercer), Anthony Hayes (agente speciale Douglas Mercer), Davey Davison (Carolyn Paul)

## The Swindler
- Diretto da: William Hale
- Scritto da: Andy Lewis

### Trama
- Guest star: Susan Davis (Mrs. Hoyer), Glenn Sipes (S.R.A.Johnson), Vera Miles (Kate Burke), Marlowe Jensen (Morrow), Peter Donat (Robert Charles Pollard), James Nolan (Sprall), Herb Armstrong (Klein), Robert Knapp (S.R.A. Mullins), John Graham (Henderson), John P. Ryan (William Quine), Ford Rainey (Burke), Richard Bull (Hoyer), Bill Quinn (Dorman), Wayne Heffley (capitano), William Schallert (Gans)

## Boomerang
- Diretto da: Gene Nelson
- Scritto da: Robert Heverley

### Trama
- Guest star: Carl Betz (Gar Shelton), Ed Long (Truck driver), Jeff Bridges (Terry Shelton), Brooke Bundy (Melinda Collier), Mark Roberts (S.A.C. Murray Davis), John Beck (Harvey Windsor), Marian Thompson (Marjorie Shelton), Solomon Sturges (Bobby Fleming), Marcella Martin (Ruth Collier), Karen Carlson (Decoy), Nancy Wickwire (Eve Shelton)

## Silent Partners
- Diretto da: William Hale
- Scritto da: Jack Turley

### Trama
- Guest star: Tyler McVey (giudice), Frank Biro (Philip Grayson), Cicely Tyson (Elaine Harber), Robert Hooks (Steve Harber), June Dayton (Betty Grayson), Dallas Mitchell (S.A.C. Cullinan), Logan Field (Attorney), Robert Yuro (Victor Berris), Jerome Thor (Simms), Walter Burke (Benny Logan), Virginia Vincent (Mrs. Wyatt), Nelson Olmsted (dottore), Wesley Addy (Carl Torrance)

## Gamble With Death
- Diretto da: William Hale
- Scritto da: Don Brinkley

### Trama
- Guest star: Bob Duggan (giornalista), William Wintersole (dottore), Anne Helm (Amy Springer), Michael Callan (Harry Springer), Jerry Ayres (John Springer), Barry Russo (Webber), Peter Hobbs (S.A.C. Anthony Harper), Claudia Bryar (Hospital Clerk), Simon Scott (Alexander York), Russell Thorson (Andrew Paisley), Shirley O'Hara (infermiera Swenson), Claire Kelly (segretario/a), Laraine Day (Helen York)

## Flight
- Diretto da: Gene Nelson
- Scritto da: John D. F. Black e Robert Heverley

### Trama
- Guest star: Peter Hale (operatore radio), Jenny Sullivan (Amelia Stark), Charlotte Stewart (Ginny Hazlett), Michael Witney (Eddie Floyd), Skip Ward (Nick Sorenson), Ken Lynch (Peter Dannis), Michael Harris (agente speciale Vega), Dabney Coleman (pilota Sam Langlin), Tim O'Connor (Walter Hazlett), Larry Linville (George Tremont), Lynne Marta (Debbie Marsh), Jonathan Lippe (Matty Buckner), Don Eitner (S.A.C. Harley Jones), Irene Tedrow (Sarah Gibbs), Doreen Lang (Alice Carlin), Brenda Benet (Agnes Rizzo)

## The Challenge
- Diretto da: Jesse Hibbs
- Scritto da: Mark Weingart e Donald S. Sanford

### Trama
- Guest star: Sherry Mitchell (Linda Rice), Robert Stiles (Frank Miller), Joanne Linville (Ruth Banning), Don Ross (guardia di sicurezza), Richard Anderson (Clifford Banning), Forrest Compton (R.A. McAdams), Jason Wingreen (detective), Barry Atwater (Andrei Vallone), Nancy Fisher (Shirley Thompson), Charles J. Stewart (Noel Phillips), John Zaremba (Keller), Kirk Scott (agente Cobb), Lizabeth Lane (Arthur Ward´s secretary), Fritz Weaver (Paul Winters)

## Blood Tie
- Diretto da: Virgil Vogel
- Scritto da: Robert Heverley

### Trama
- Guest star: Jerry Summers (Metcalfe), Paul Hahn (guardia di sicurezza), Donna Baccala (Lori Clarke), Julie Adams (Denise Kriton), Robert Doyle (Max Kerry), John Ward (agente di polizia Haines), Robert Patten (S.A.C. Bennett Adams), Michael Tolan (Neil Kriton), Paul Sorenson (George Vistain), Garrison True (agente speciale), Scott Marlowe (Richard Arthur Kriton), Jan Merlin (Frank Wanderman), Joyce Easton (Fay Wanderman), Al Checco (Weldon Rogers), Jeff Donnell (Rooming House Manager), Scott Graham (S.A.C. Carter)

## The Sanctuary
- Diretto da: Jesse Hibbs
- Scritto da: Anthony Spinner

### Trama
- Guest star: Billy Dee Williams (Nate Phelps), Ron Stokes (agente speciale Stevens), Booker Bradshaw (agente speciale Harry Dane), Lola Falana (Lenore Brooks), David Brandon (agente speciale), Hal Riddle (agente speciale), Jim Raymond (vice), Danny Sue Nolan (woman hostage), D'Urville Martin (Paul Laraby), Charles Lampkin (broker), Adam Wade (Ellis Deevers), Royce Wallace (landlady), Troy Melton (J.C. Winslow), Jon White (Larry O.), Stephen Perry (Wiley Brooks)

## Scapegoat
- Diretto da: Don Medford
- Soggetto di: Edward J. Lakso

### Trama
- Guest star: Joe Stefano (guardia), Lew Elias (Lester Watson), Nan Martin (Eleanor Garnett), Michael Burns (Harley Garnett), Noah Keen (S.R.A. Arnold Kaplan), Harlan Warde (Warden), Arthur Franz (Carl Stokely), Harrison Ford (Everett Giles), Brooke Mills (Karen Blakely), Bob Okazaki (giardiniere), Lincoln Demyan (capitano Thomas), Brenda Vaccaro (Jerri Coates)

## The Inside Man
- Diretto da: Gene Nelson
- Soggetto di: Norman Hudis

### Trama
- Guest star: Lloyd Bochner (Keenyn Gray), Steven Michelis (Michael Gray), Oscar Beregi, Jr. (Martin Abrilev), Lawrence Dane (Frank Sawyer), Dean Harens (S.A.C. Bryan Durant), Clyde Ventura (Harold Casey), William Bramley (Howard Spain), Aron Kincaid (Vic Hunter), Maxine Stuart (Mrs. Stone), Judee Morton (Shanna Hurley), Elizabeth Lane (Erskine´s Secretary), Bard Stevens (Serviceman), Lisabeth Field (passeggera), Janis Hansen (Andrea Gray)

## The Prey
- Diretto da: Jesse Hibbs
- Scritto da: Don Brinkley

### Trama
- Guest star: Rose Hobart (Molly Ferguson), C. Lindsay Workman (J.R. Swinton), Joanna Moore (Angela Reese), Sam Elliott (S.A.C. Kendall Lisbon), Steve Ihnat (Carl Beaumont), Bettye Ackerman (Mrs. Kurland), Cyril Delevanti (Ellis Pierson), Paul Fix (Chester Crawford), Mildred Dunnock (Sarah Whittaker)

## Journey Into Night
- Diretto da: Virgil Vogel
- Scritto da: Robert Heverley

### Trama
- Guest star: Barbara Dodd (infermiera), Nancy Jeris (sportellista della banca), Michael Kearney (Cliff Starret), Ben Young (dottore), Anthony Eisley (S.A.C. Chet Randolph), Dabbs Greer (Arlie Sessions), Nellie Burt (Mrs. Starret), Julienne Marie (Elaine Keller), Ken Swofford (Honky-Tonk Bookkeeper), Lauren Gilbert (Babcock), Fred Sadoff (Mabry), Pat Renella (Gene Corlette), Tol Avery (dottor Louis Naples), Don Keefer (Mr. Allison), John Vernon (David Starret)

## The Doll Courier
- Diretto da: Herschel Daugherty
- Scritto da: Gerald Sanford

### Trama
- Guest star: Nola Thorp (telefonista), Robert Wolders (Eric Linler), Penny Fuller (Muriel Selby), William Smithers (John DeBecker), Richard O'Brien (Carl Degner), Anthony Eisley (S.A.C. Chet Randolph), Guy Remsen (S.R.A. Daniel Sublette), Josephine Hutchinson (Libby Jackson), Peter Brandon (Mark Leffert), Julie Bennett (Katie Singer), Walter Mathews (Michael James Nelson), Viveca Lindfors (Eva Bolan)

## Tug-of-War
- Diretto da: Don Medford
- Soggetto di: Anthony Spinner

### Trama
- Guest star: Jim McKrell (S.A.C. Greene), Bill Cort (agente), Robert McQueeney (Shooting Victim), Barry Nelson (Val Palmer), Dean Harens (S.A.C. Bryan Durant), Lew Brown (S.A.C. Allen Bennett), John Ward (Goss), Mark Allen (guardia), Tom Palmer (Mr. Taback), Don Gordon (Aaron Taylor), Frank Campanella (Ned Raven), Frank Christi (Milo Pike), Harrison Page (Car Wash Attendant), James Seay (U.S. Commissioner), Michele Carey (Meredith Schaeffer)

## Fatal Impostor
- Diretto da: Jesse Hibbs
- Scritto da: Anthony Spinner

### Trama
- Guest star: Gerald S. O'Loughlin (Vic Kiley), Paul Todd (agente speciale Stanley), David Cassidy (Larry Williams), Norma Crane (Lorraine), John Lasell (Jerry Stevens), John Considine (S.R.A. John Dennison North Dakota), Larry Ward (agente di polizia statale Sergeant), Allen Emerson (Rick Davis), Joel Lawrence (vice), Stephen Coit (Mr. Joseph), Nick Ford (assistente/ addetto), Jan Burrell (Marge), Mary Fickett (Anne Williams)

## Conspiracy of Corruption
- Diretto da: Don Medford
- Scritto da: Mark Rodgers

### Trama
- Guest star: James Olson (sceriffo William Temple), Bill Hickman (Peter Griffith), Armando Silvestre (Carlos Lara), Katherine Justice (Laurel Wyant), Hank Brandt (agente speciale John Potter), William Sargent (vice D.A. Reese), James McCallion (Kyle Harris), Natividad Vacio (Morales), Noam Pitlik (vice Joyner), Vitina Marcus (Linda), J. D. Cannon (Cliff Wyant)

## The Diamond Millstone
- Diretto da: Robert Douglas
- Scritto da: Robert Heverley

### Trama
- Guest star: Jack Klugman (Victor Amazeen), Geoffrey Norman (Hoyle Mason), Murray Matheson (Murray Elders), Daniel J. Travanti (Billy Jack Lyle), John Mayo (Bureau Supervisor), Garrison True (Patrol Officer), Robert Knapp (S.A.C. McDonald), David Brandon (Bureau Supervisor), Michael Harris (S.A.C. Benton), Pilar Seurat (Maria Montoya), Than Wyenn (Billy Deveraux), June Vincent (Evelyn Harcourt), Vivi Janiss (Annette), Steve Gravers (Thug), Scott Graham (Surveillance Agent), Ron Pinkard (tecnico di laboratorio), Richard Evans (James Tate)

## Deadly Reunion
- Diretto da: Jesse Hibbs
- Scritto da: Warren Duff

### Trama
- Guest star: Alex Rodine (Schnell), Robert Boon (conducente), Alf Kjellin (Buchanan/Stone), Eric Forst (East German official), Charles Knox Robinson (Henry Robinson), David Frankham (William Howard), Anthony Eisley (S.A.C. Chet Randolph), Alex Gerry (Matthew Bernhardt), Gregory Gaye (generale), Jim Raymond (agente speciale Davis Turner), John van Dreelen (Conrad), Dana Wynter (Lisa), Sandra Smith (Peggy Grant)

## Pressure Point
- Diretto da: Don Medford
- Scritto da: Robert Heverley

### Trama
- Guest star: Cliff McDonald (FBI radio operator), Heather Harrison (Patty Rogers), Phyllis Love (Tracy Rogers), Fred Beir (Scott Rogers), John Kerr (S.A.C. Douglas Parker), Phil Dean (FBI lab examiner), Frank Marth (Marty Rawl), Michael Baseleon (Jack Lutcher), Gene Lyons (Phil Garrett), William Stevens (Francis Jessup), David Opatoshu (Nolan Crist)

## Summer Terror
- Diretto da: Michael O'Herlihy
- Scritto da: Gerald Sanford e Mark Weingart

### Trama
- Guest star: Pamela McMyler (Marianne Lowe), Joe Don Baker (Alex Drake), Beverlee McKinsey (Kathy Whelan), Mark Jenkins (Beau Manley), Hal Riddle (S.R.A. Blue Lake), Fred Holliday (agente), Craig Guenther (agente), Eldon Quick (Jerry Hagner), Pamela Curran (Wanda), Ron Husmann (S.A.C. Blanchard), Bill Hickman (Jake), John Yates (ufficiale di polizia), Lin McCarthy (Philip Lowe), Peggy McCay (Helen Lowe)

## Return to Power
- Diretto da: Don Medford
- Scritto da: Mark Rodgers

### Trama
- Guest star: Lanita Kent (Cocktail Waitress), Jerome Guardino (bandito), Lynda Day George (Maria), Christopher George (Peter Tenny), Logan Field (S.A.C. Milton Sumner), John Mayo (Bureau Supervisor), Peter Mark Richman (Vincent Manion), Anthony Caruso (Larry Bender), John Carter (ispettore Bonner), Ernest Sarracino (Andy Fall), Richard Devon (Frank Di Mirjian)

## The Dealer
- Diretto da: Jesse Hibbs
- Soggetto di: Don Brinkley

### Trama
- Guest star: Edward Binns (Barney Simms), Ron Pinkard (Surveillance Agent), Paul Mantee (Norman Whitehead), Vincent Beck (Frank Brokaw), Paul Bryar (Ernie Maxwell), Phil Chambers (Tony Bracken), David Brandon (Supervisor), Frank Baxter (S.A.C. Benton), Hal Lynch (Davey Osborne), Roy Jenson (Lobb McCoy), Susannah Darrow (Barbara Simms), Kirk Scott (agente speciale Mabry), Nina Foch (Terry Simms)

## Deadfall
- Diretto da: Don Medford
- Scritto da: Robert Heverley

### Trama
- Guest star: Erin Moran (Vicki Florea), Grace Gaynor (Mrs. Florella), Anne Francis (Shelly Brimlow), Zohra Lampert (Mary Cochella), Barry Russo (Dominic Cerelli), Wayne Rogers (Ronald Brimlow), Buck Young (S.A.C. Bennett Adams), Robert Drivas (Frank Moonan), Paul Todd (Surveillance Agent), Kelly Thordsen (Douglas Atkins), Peg Shirley (Madeleine Cerelli), Paul Picerni (Fred Cochella), Richard Adams (Arthur Cody)

## The Quest
- Diretto da: Philip Abbott
- Scritto da: Mark Weingart

### Trama
- Guest star: Michele Tobin (Mindy Evans), Dorothy Dells (Dispatcher), Earl Holliman (Walker Carr), Trudy Stolz (Sue Evans), Anthony Eisley (S.A.C. Chet Randolph), Larry Gates (Austin Carr), Richard O'Brien (Hauser), Morgan Sterne (Blair Evans), Loretta Leversee (Sarah Evans), Parley Baer (Newman), Frank Maxwell (Wendell Bricker), Claire Brennen (ragazza), Ellan Nance (infermiera Thornton), James Dixon (Serviceman), Michael Stanwood (Intern), Russell Johnson (dottor McGregor)